# Dihybocercus rhodesiae
Dihybocercus rhodesiae is een insectensoort uit de familie Embiidae, die tot de orde webspinners (Embioptera) behoort. De soort komt voor in Zimbabwe.
Dihybocercus rhodesiae is voor het eerst wetenschappelijk beschreven door Davis in 1939.